# Dámaso Alonso
Dámaso Alonso y Fernández de las Redondas (n. 22 octombrie 1899, Madrid, Noua Castilie⁠(d), Spania – d. 25 ianuarie 1990, Madrid, Spania) a fost un poet, critic literar și filolog spaniol. A fost profesor universitar, membru al Academiei Spaniole și pentru o perioadă directorul acesteia.

## Opera
- 1921: Poeme pure; mici poeme ale orașului ("Poemas puros. Poemillas de la ciudad")
- 1925: Vântul și versul ("El viento y el verso")
- 1935: Limba poetică a lui Góngora ("La lengua poética de Góngora")
- 1944: Fiii mâniei. Jurnal intim ("Hijos de la ira. Diario íntimo")
- 1944: Eseuri despre poezia spaniolă ("Ensayos sobre poesía española")
- 1944: Vestea întunecată ("Oscura noticia")
- 1950: Poezia spaniolă ("Poesía española")
- 1955: Om și Dumnezeu ("Hombre y Dios")
- 1952: Poeți spanioli contemporani ("Poetas españoles contemporaneos")

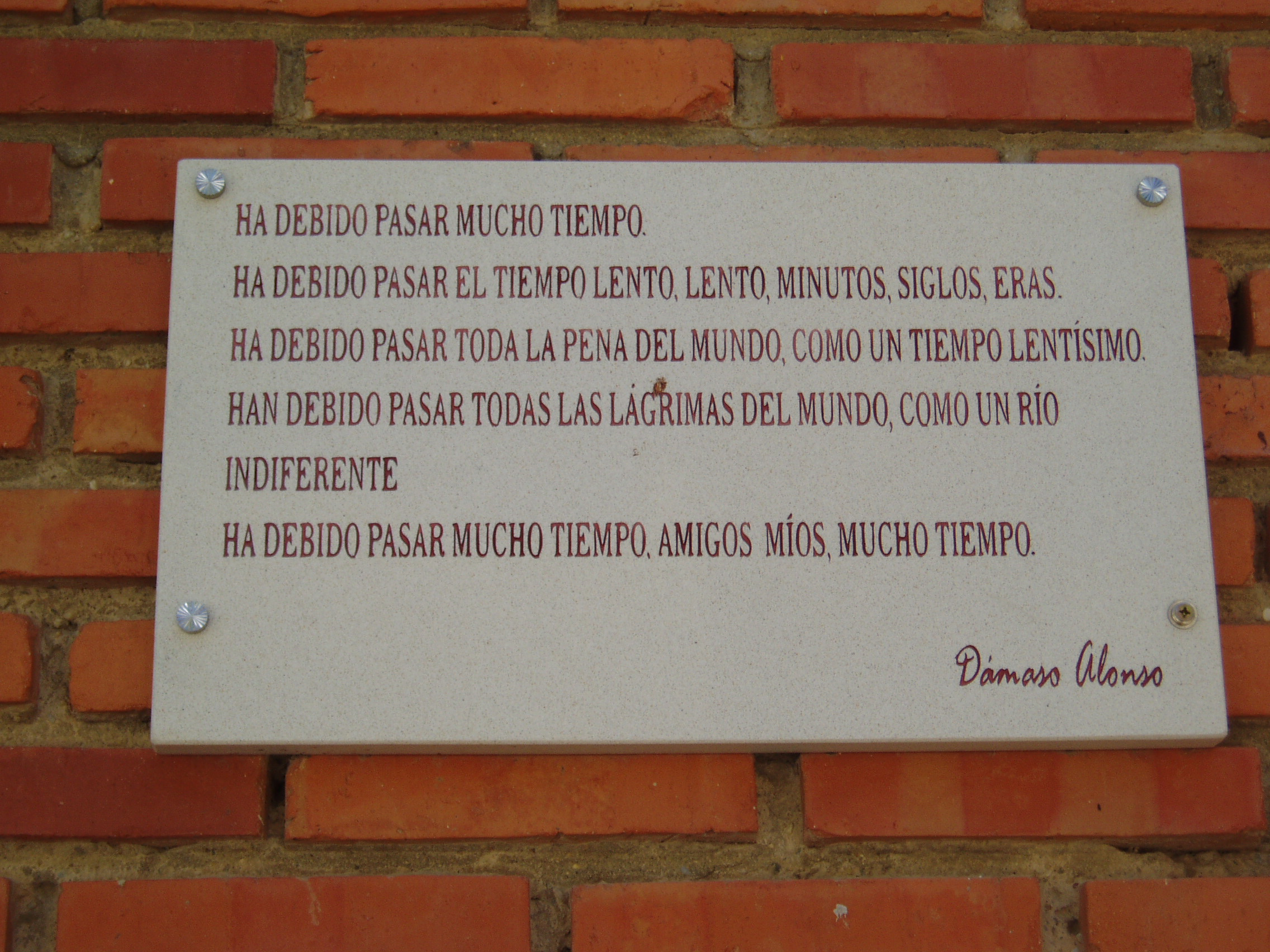
Placă memorială cu versurile poetului în Loja, Granada

- 1981: Bucuriile privirii ("Los gozos de la vista")

## Legături externe
- es  Poemas de Dámaso Alonso
- en  Biografie la Encyclopedia Britannica
- ro  Poezii Arhivat în 17 aprilie 2013, la Wayback Machine. (în spaniolă)
- es  Poezii
- es  Viața și opera Arhivat în 29 mai 2009, la Wayback Machine.